# 美丽的安提瓜，我们向您致敬
《美丽的安提瓜，我们向您致敬》是安提瓜和巴布达国歌。词作者Novelle Hamilton Richards，曲作者Walter Garnet Picart Chambers。这首歌在1981年作为国歌正式使用。天佑吾皇仍是皇室颂歌。

## 歌詞
下面列举歌词大意。此歌词是按照英文版本暂译，不作为正式使用。